# Egon Olsen
 Der er for få eller ingen kildehenvisninger i denne artikel, hvilket er et problem. Du kan hjælpe ved at angive troværdige kilder til de påstande, som fremføres i artiklen.

Egon Olsen (12. marts 1925, 13. marts 1925, 3. maj 1927 eller 7. februar 1949) er en fiktiv karakter fra Olsen-banden-franchisen og leder af Olsen-banden. Han havde sin første optræden i den danske krimikomedie Olsen-banden i 1968, hvor han blev portrætteret af Ove Sprogøe. Sprogøe portrætterede herefter Olsen i alle de følgende 14 originale Olsen-banden-spillefilm (1968-1998). I de norske Olsen-banden-film, portrætteres Egon Olsen af Arve Opsahl.
Olsen er kendt for sin ikoniske påklædning og silhuet, da han altid optræder i et sort, stribet jakkesæt med klud i brystlommen, lysegul skjorte med slips, bowlerhat, samt en (oftest) slukket cigar i mundvigen.
Egon sidder for det meste i fængsel, men løslades i begyndelsen af hver film. Stort set hver film slutter med at han ender i fængsel igen. I den danske udgave sidder han inde i Vridsløse Statsfængsel, mens han i den norske version sidder inde i Botsfengselet i Oslo. Egon benytter tiden til at planlægge den næste aktion, der udføres, når han kommer ud. Planen fuldbyrdes ved briefing til Kjeld Jensen, Benny Frandsen og sommetider Yvonne Jensen eller andre, hvorefter remedier findes og planens enkelte elementer minutiøst måles og vejes.
Egon Olsen går heller ikke af vejen for at give gruppens medlemmer Kjeld Jensen og Benny Frandsen en skideballe efter et endnu mislykket kup. Hans nok mest kendte sætning er: Det er det samme hver gang. Man har en plan, en genial plan! Og så er man omgivet af hundehoveder og hængerøve, lusede amatører, elendige klamphuggere, latterlige skidesprællere. Talentløse skiderikker, impotente grødbønder, og Socialdemokrater!
I den svenske adaption "Jönssonligan" svarer Egon Olsen til "Charles-Ingvar "Sickan" Jönsson", spillet af Gösta Ekman, med lidt anderledes tøjstil og opførsel, hvor f.eks. bowlerhatten er byttet ud mod en baret.

## Som bandeleder
Olsen-banden har en hierarkisk struktur, som anført herover. Det er Egon Olsen der giver instruktioner til de andre gruppemedlemmer og vil ikke anfægtes i sin “profession” som indbrudstyv. Det er ham, der udarbejder planerne og er primus motor – dermed er han også ledertypen, der satser på at gennemføre planen for alt i verden, og løfte ånden, når den er lav. Dog er han i bunden af civilsamfundet og er kriminel bandeleder. Samtidig er han en aristokrat, der forfatter ideer og anfører de andre medlemmer af banden. Han går ikke på kompromis og finder stolthed i sit erhverv.

## Visuelt udtryk
Egon Olsens beklædning og visuelle udtryk bærer præg af hans afsoningstid i Vridsløse Statsfængsel. Når han kommer ud af fængslet er han altid velsoigneret med sit sorte, stribede jakkesæt, brystlommeklud, lysegule skjorte, slips og bowlerhat. Det har ikke været brugt i lang tid, og er derfor en lille smule medtaget og støvet. Bowlerhatten og det at gå med hat som mand var ikke så udbredt i slutningen af 60’erne, hvorfor hans person og udtryk fremstår broget og lidt gammeldags. Hans store, brede bukser er for store og han er ikke særligt høj, hvilket står i kontrast til hans personlighed, hans temperament og korte lunte og hans bandeord.
Hans gangart er stålsat og målrettet. Han er anfører når Olsen-banden er i gåsegang, når de tre bandemedlemmer laver en aktion, hvor han går fast og enormt autoritativt med svingende arme. Herefter følger Benny med sin svævende og fjollede tranegang og Kjeld som rosinen i pølseenden med sine fortravlede, raske skridt.
Egon Olsen spilles af Ove Sprogøe i den danske version og af Arve Opsahl i den norske. I de tysksynkroniserede versioner er det Karl Heinz Oppel, som lægger stemme til Egon Olsen.

## Som gadenavn: Egon Olsens vej
Den dag, da den da nyligt afdøde Ove Sprogøe ville være fyldt 85 år (21. december 2004), blev vejen foran Vridsløselille Statsfængsel omdøbt fra Fængselsvej til Egon Olsens vej.
Ligeledes er alléen foran Botsfengselet i Oslo givet navnet Egon Olsens Allé.